# Bergkirche Nimburg

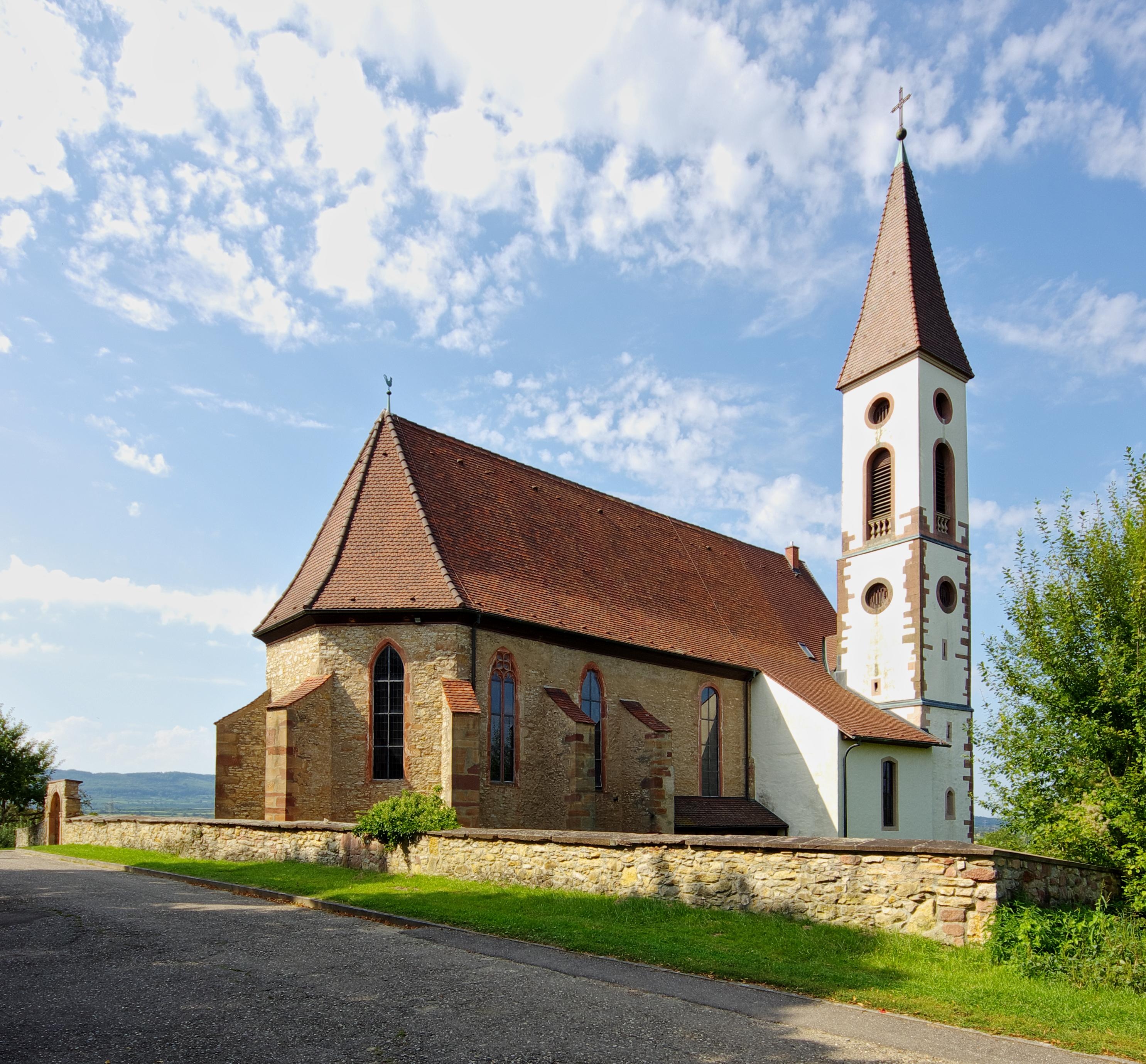
Außenansicht der Bergkirche

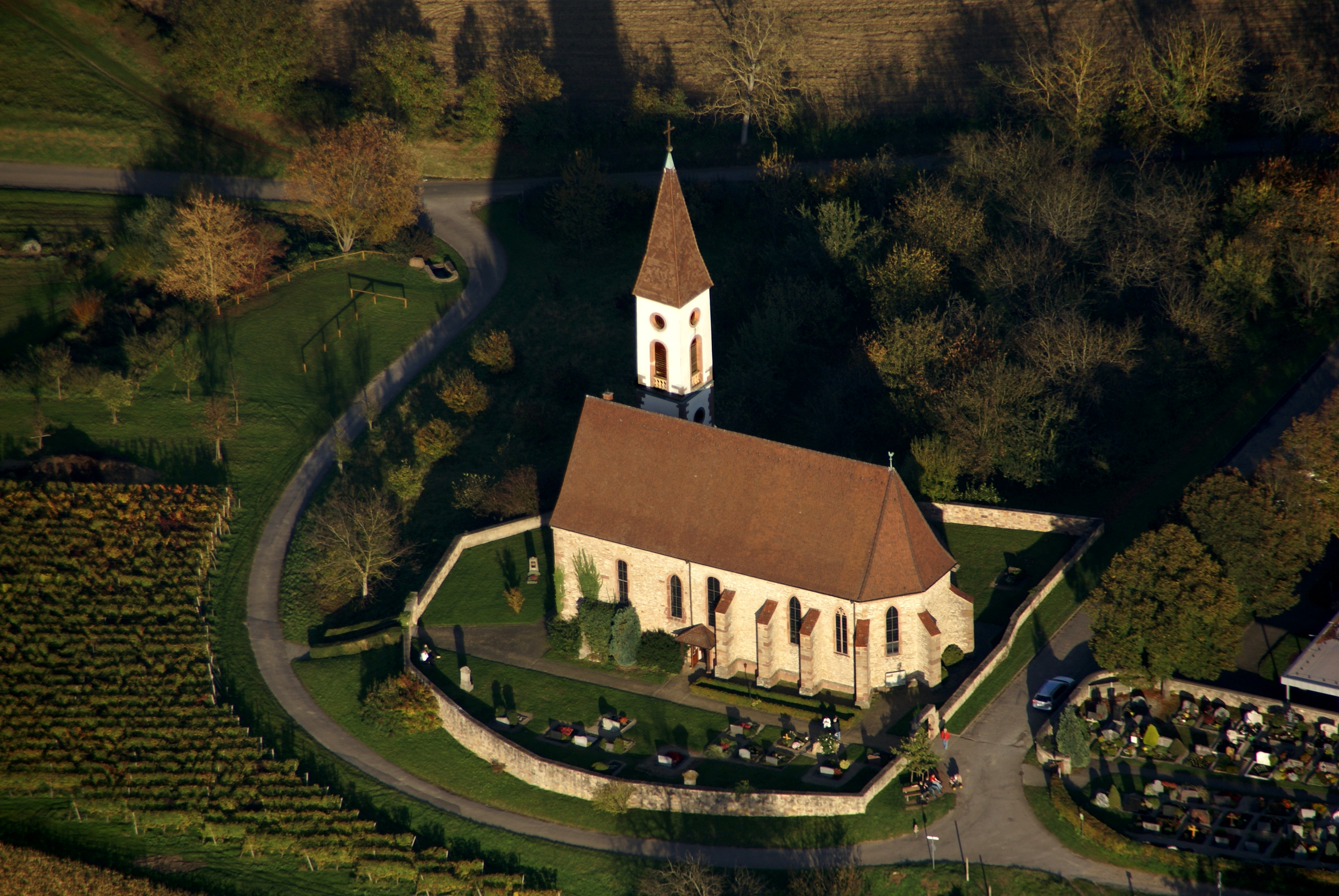
Luftaufnahme von Westen

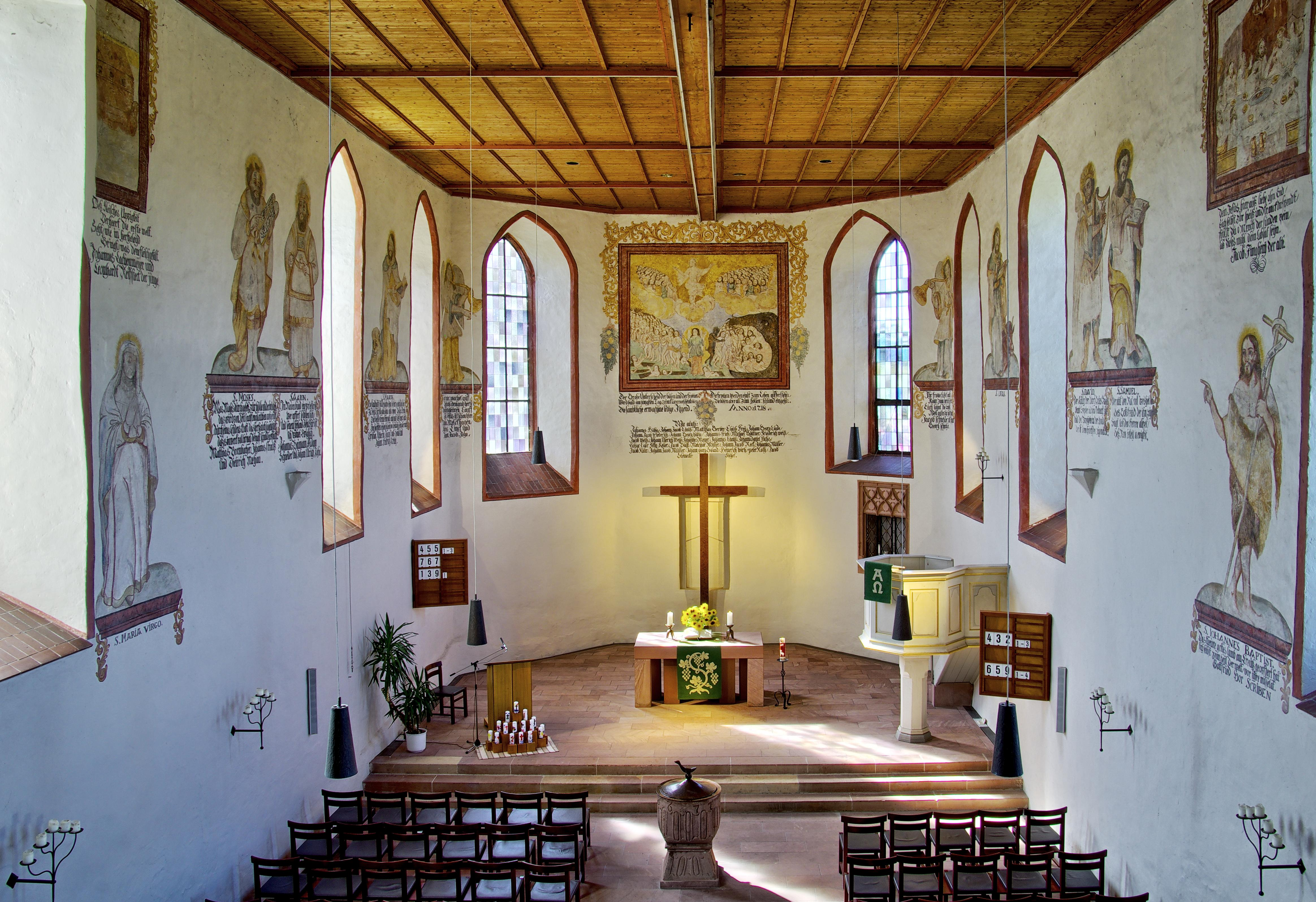
Innenansicht der Kirche mit Blick zum Altar

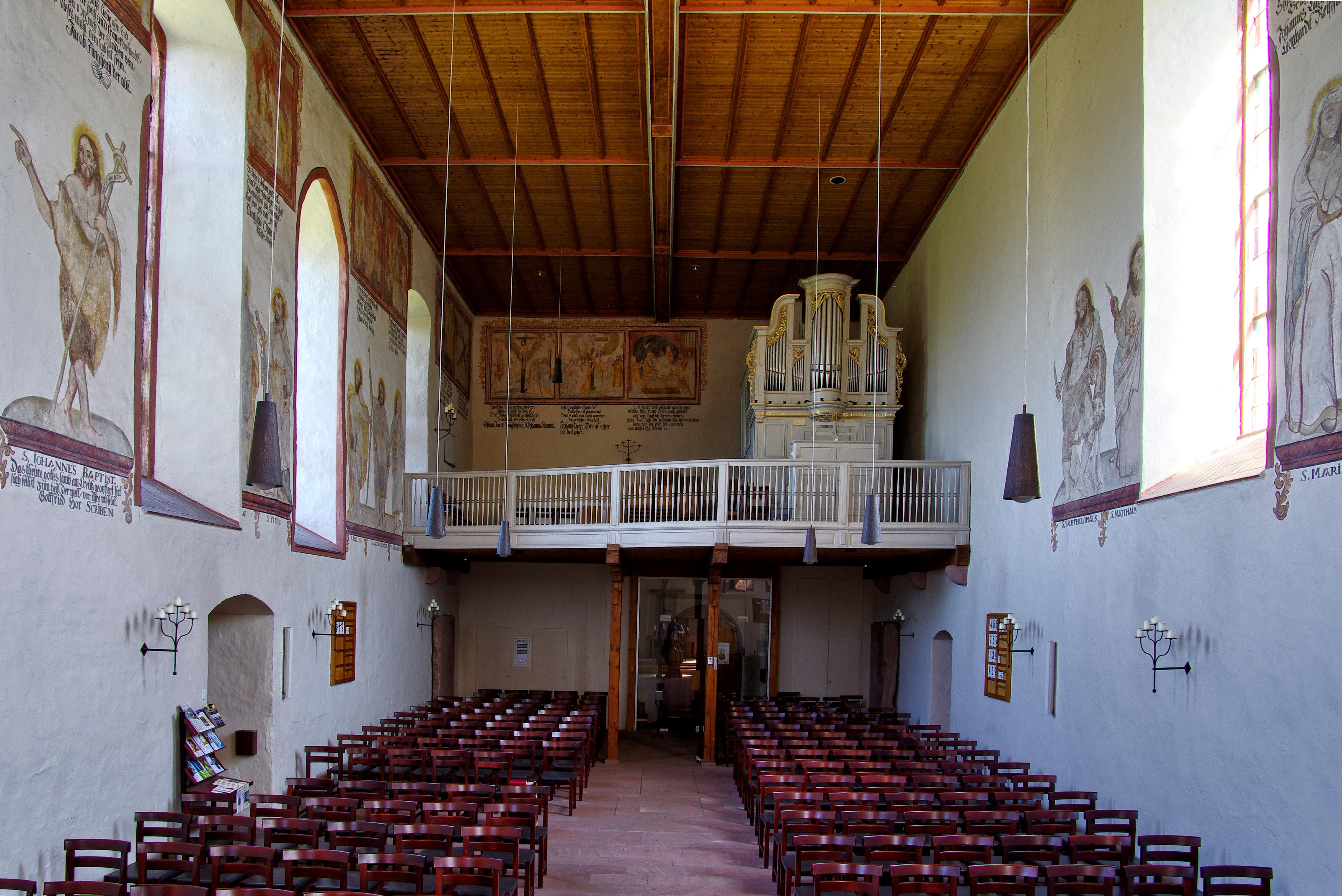
Blick vom Altar zur Orgel und Haupteingang

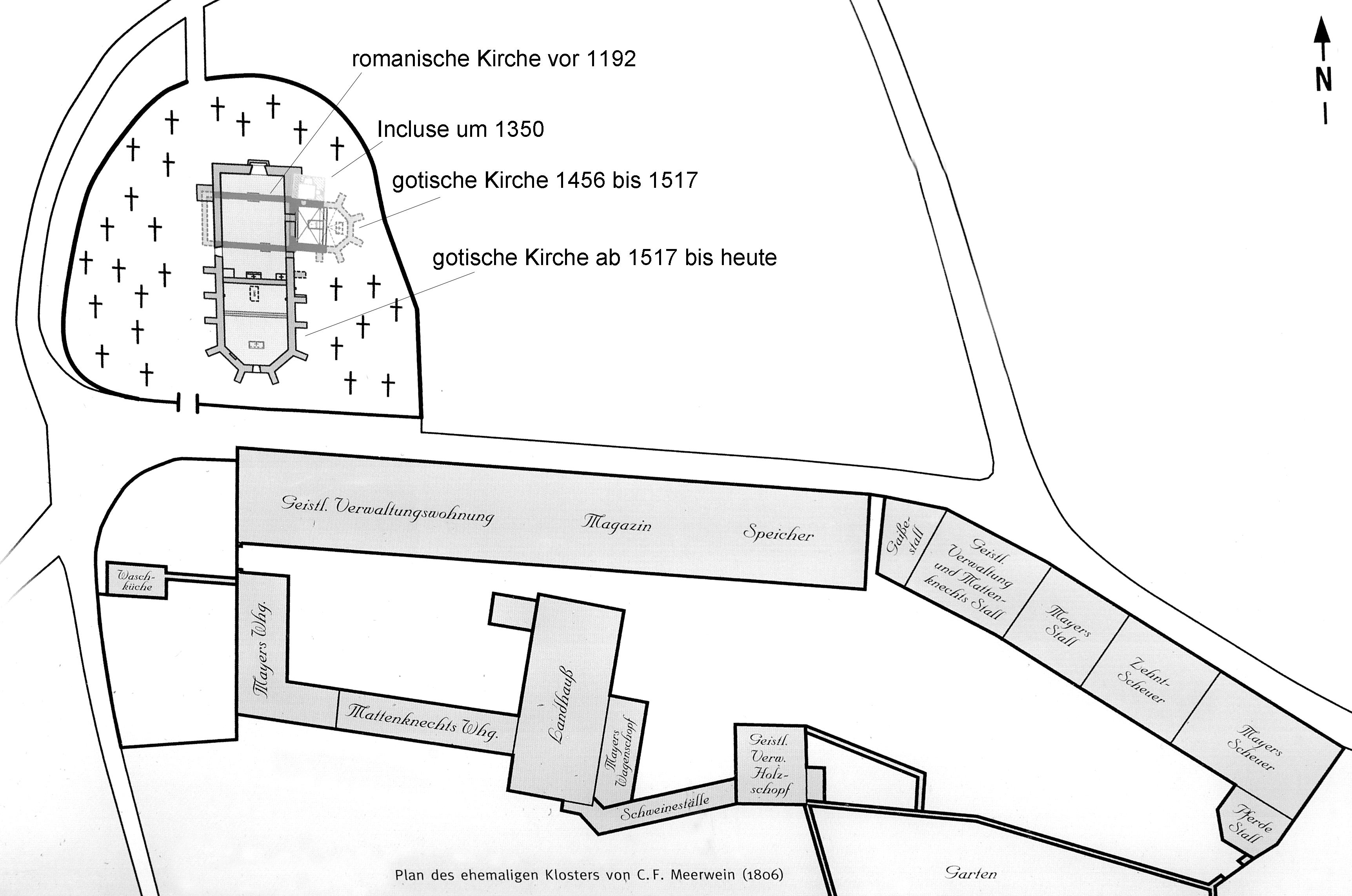
Die Klosteranlage nach einer Zeichnung von C. F. Meerwein (1806)

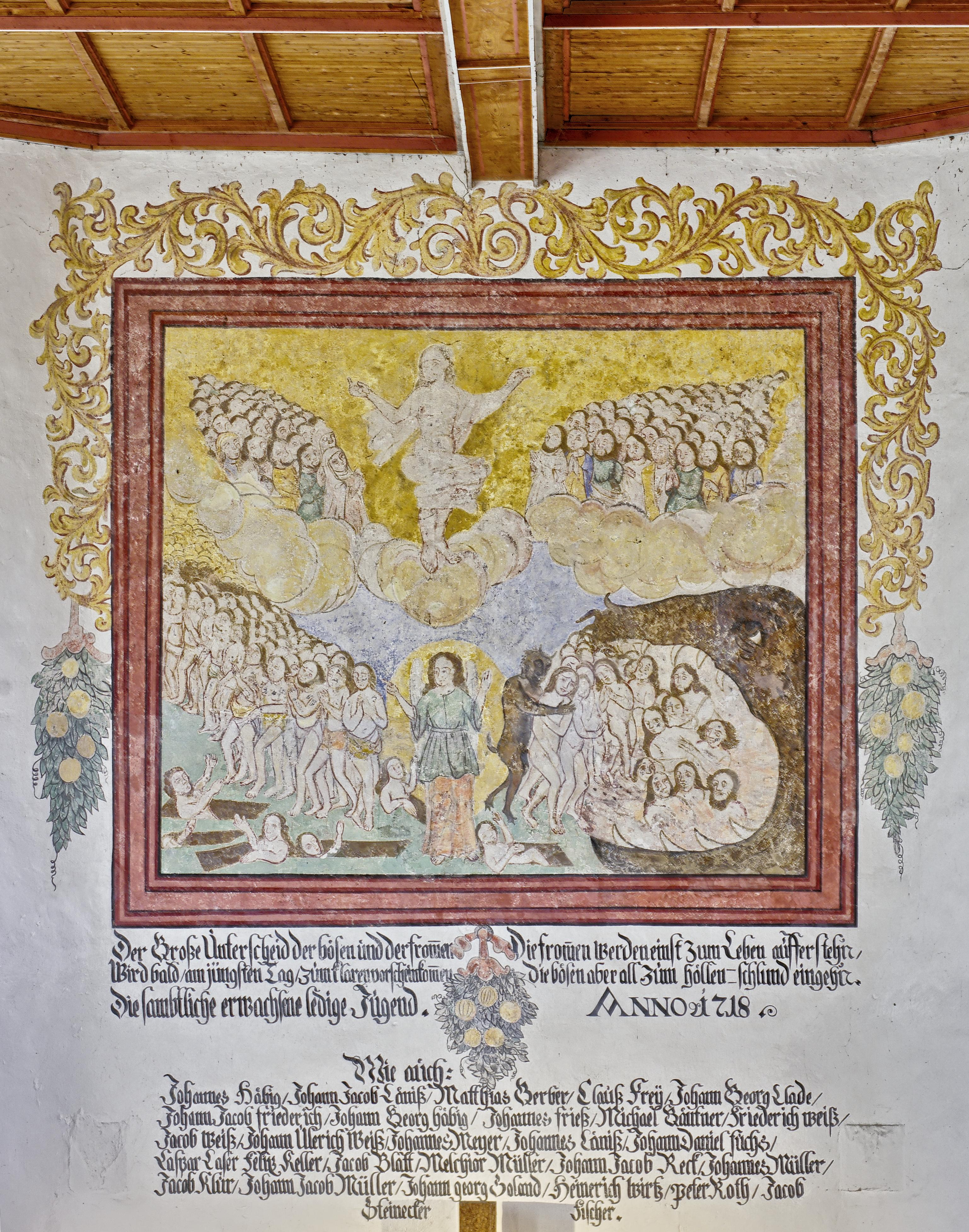
Das Bild über dem Altar

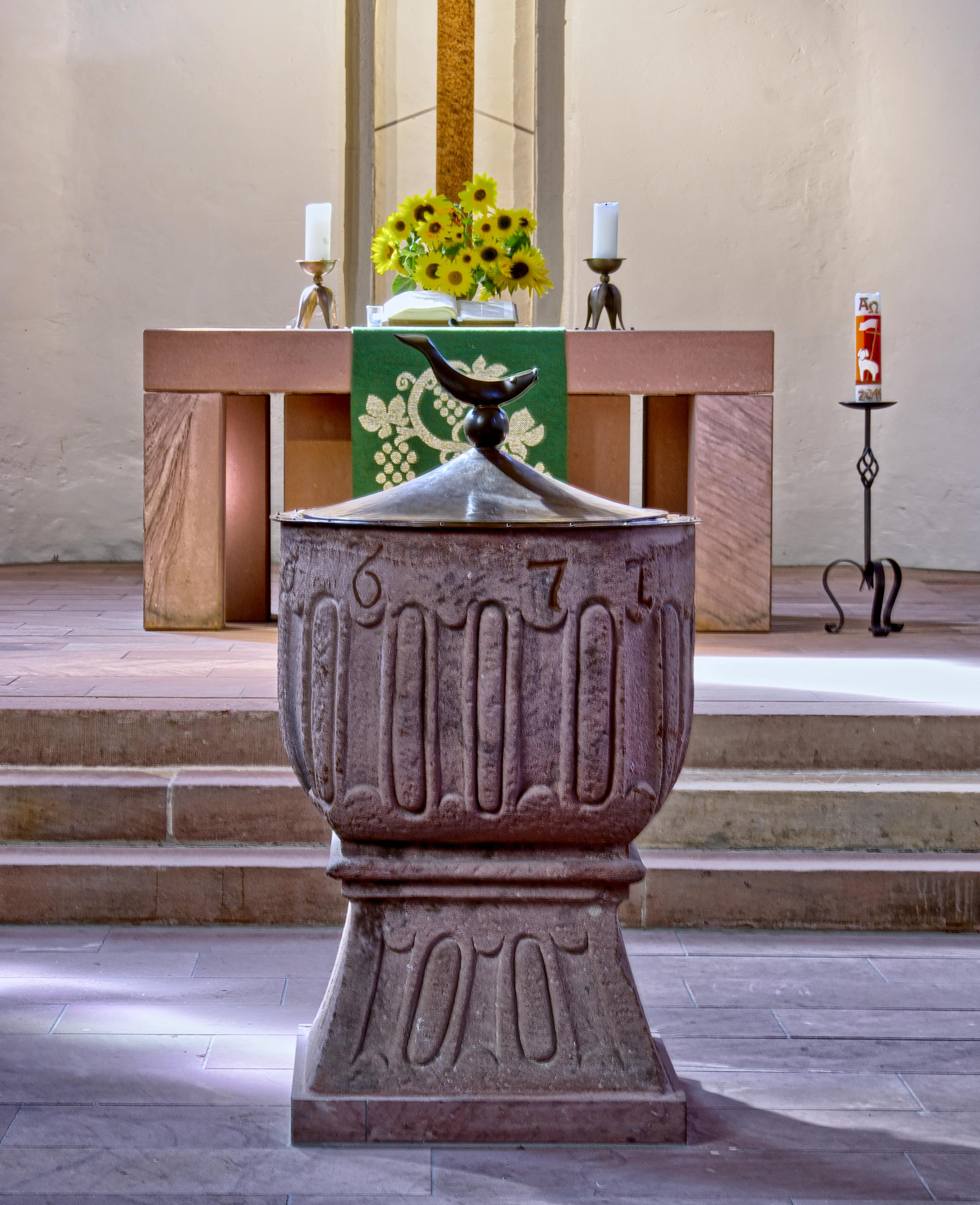
Der Taufstein

Die evangelische Bergkirche in Nimburg steht südlich der Ortschaft auf dem Nimberg. Sie stammt aus dem Jahre 1517 und steht auf dem Platz einer Kapelle aus dem 10. Jahrhundert. Den Bau der Kirche hatte der Präzeptor Johann Bertonelli im Auftrag des Abtes von Saint Antoine beauftragt. Schon 977 und 1236 wird hier eine Kirche urkundlich erwähnt. Das Patrozinium der Kirche war Johannes der Täufer. Die ursprüngliche Kirche zeigte in Richtung Osten. Der Neubau aus dem Jahre 1517 der Antoniter hingegen zeigt in Richtung Süden und war Bestandteil eines Klosters, das im 19. Jahrhundert abgebrochen wurde.
Bei der Bergkirche steht die Luther-Eiche, diese wurde 1883 zum 400. Geburtstag Martin Luthers gepflanzt und 1973 zum Naturdenkmal erklärt. 2004 wurde sie vom Blitz getroffen und musste auf Grund der Schäden 2007 gefällt werden. An der Stelle ist eine neue Eiche als Ersatz gepflanzt worden. Zur Erinnerung an das Kloster heißt die Grundschule der Ortschaft Nimburg Antonitergrundschule.
Im Jahr 2010 wurde die Kirchengemeinde vom Naturschutzbund Deutschland mit der Plakette Lebensraum Kirchturm für die Einrichtung der Bergkirche als Refugium für bedrohte Vogelarten ausgezeichnet.

## Geschichte
Die älteste Erwähnung einer Kirche oder Kapelle an dieser Stelle datiert vorgeblich von 977. Die Angabe findet sich allerdings in einer gefälschten Urkunde, angeblich von Kaiser Otto. Die Fälschung erfolgte wohl im Kloster auf der Grundlage des Diploms Ottos II. für das Kloster Murbach. In dieser Urkunde werden einige Tauschhandlungen beschrieben; so werden von Godefridus neun Hufen in Dagolfesheim und Heidewilare an Murbach übergeben, als Gegenleistung erhält er im Ort Niwnburch eine Kirche mit allen ihren Zugehörigkeiten und weitere Stücke. Auch wenn es eine Fälschung ist, kann man davon ausgehen, dass diese Angaben der schriftlichen Murbacher Überlieferung entnommen sind. Die zeitliche Zuordnung kann nicht später datiert werden, da im 12. Jahrhundert, als die Fälschung entstand, etliche erwähnte Orte schon andere Schreibweisen trugen. Die Kernaussagen, dass in Nimburg eine Kirche existiert und dass eine Beziehung zu Murbach bestand, ist davon nicht betroffen.
In der Erwähnung des Jahres 1236 ist belegt, dass das Erzbistum Straßburg der Patronatsherr war; die geistliche Führung lag beim Bistum Konstanz. Über die Kirche selbst ist nicht viel bekannt. Es gibt eine Notiz über die Besoldung des Pfarrers, die bei 42 Pfund Pfennigen lag. Da dies über der durchschnittlichen Besoldung selbst vieler Stadtkirchen lag, kann man von einer hohen Bedeutung dieser Kirche ausgehen. Aus einer Urkunde von 1320 ergibt sich, dass die Kirche ein eigener Bann und somit in rechtlicher Hinsicht ein Sonderbezirk war (bannus ecclesie de Nüburg). Spätestens ab 1316 waren das Dorf Nimburg und die Kirche als Straßburger Lehen im Besitz der Grafen von Freiburg. Dies geht aus einer Urkunde des Bischofs Johann aus dem Jahre 1318 hervor, die auch das Patrozinium Johannes des Täufers zum ersten Mal erwähnt. Aus dieser Quelle geht auch hervor, dass um 1318 eine große Reparatur, vielleicht auch ein Neubau nötig war, da die Kirche durch ein Feuer und das Alter (per incendium et vetustatem temporis) stark beschädigt war. Das Erdgeschoss des Turms ist mit Fensternischen ausgestattet und hat einen wohnraumartigen Charakter. Man vermutet, dass es sich um ein Incluse handelt, das sind Räumlichkeiten, in denen eine oder mehrere Personen in strenger religiöser Abgeschiedenheit lebten. Solche Inclusen waren oftmals an Kirchen angebaut. Für die Nimburger Bergkirche können solche Inclusen ab 1318 nachgewiesen werden, auch im Tennenbacher Güterbuch sind diese klosenerina in der Bergkirche erwähnt. Die oftmals erwähnte Ansiedlung von Pauliner-Eremiten konnte aus Quellen noch nicht belegt werden.
Antoine de Lyasse, der Präzeptor des Freiburger Antoniterhauses, gründete 1456 hier ein Kloster. Die Erlaubnis dazu erhielt er von Markgraf Karl I., den er bat auf der Hofstatt, da die Pfarrkirch … zu Nümburg gelegen ist ein Gotzhaus (Kloster) erbauen zu dürfen. Hinzu kam, dass der Markgraf ihm dazu die Kirche schenkte. Warum dieser Ort so nahe an Freiburg gewählt wurde, ist nicht geklärt. Unproblematisch war dies nicht, da die Orte Nimburg und Bottingen zum Grafen Konrad von Tübingen gehörten und die Kirche dem Markgrafen. Dies wurde erst durch den Kauf der Dörfer durch Karl I. 1465 bereinigt. Mit dem Eigentumswechsel der Kirche ging auch ein Patronatswechsel einher, das ab jetzt bei den Antonitern lag. Auch das Verhältnis zum Kirchensprengel war mit Problemen belastet, wie man an dem Schiedsspruch des Hachberger Amtmanns Trutpert von Staufen sehen kann. Dieser legte fest, dass die Einnahmen der Kirche den Antonitern zufallen, diese dafür aber für alles in und um die Kirche aufkommen müssen, und dass sie eine Kapelle von drissig Schuoch lang und zweintzig Schuoch wyte bei Nimburg zu bauen und auszustatten haben. Ob diese Kirche gebaut wurde, ist derzeit nicht nachgewiesen.
Das ursprüngliche Aussehen des Klosters ist nicht über Urkunden belegt. Die Antoniter trugen die romanische Fassade der Kirche ab und überbauten die alten Fundamente mit einem spätgotischen Aufbau. Da es Probleme mit dem Untergrund gab, der Schub des Hanges schädigte das Gebäude, entschloss man sich 1517 zum Neubau der Kirche, die dann nicht mehr nach Osten, sondern nach Süden ausgerichtet war. Diese Ausrichtung des Chores in Richtung des Berges war nötig, da sie nur so den Erdbewegungen standhalten konnte. Der Neubau muss 1545 schon fertig gewesen sein, wie eine Grabplatte aus dem Jahr belegt. Die neue Kirche entsprach im Innenaufbau dann auch den mönchischen Regeln des Ordens. So war der Kirchenraum durch einen Lettner geteilt und es gab einen eigenen Zugang zum Chor für die Mönche. Es wurden Teile der ursprünglichen romanischen Kirche übernommen, und so wurde aus dem Chorraum die Sakristei. Die Antoniter verließen zwischen 1549 und 1556 das Kloster schon vor der Einführung der Reformation. Die Anlage wurde dann unter Markgraf Karl II. in ein Spital umgewidmet, da es im Amt Hachberg keines gab und diese Anlage am gelegensten und schier mitten im Bezirckh ligitt. Es wird 1557 als Spithals Obernimburg Guth erstmals erwähnt, interessanterweise blieb der Begriff Closter als Name erhalten. Die Einnahmen der inzwischen evangelischen Pfarrei blieben beim Spital, allerdings auch die Pflichten bezüglich des Unterhalts der Kirche. Während des Dreißigjährigen Kriegs fiel das Spital mit Kirche wieder an die kaiserlich katholische Seite, die sie dann der Universität Freiburg überließ.
Der Innenraum der Kirche verlor schon durch die Reformation an Schmuck, und die Schäden des Dreißigjährigen Krieges waren nicht unerheblich. Sie wurden durch kleinere Restaurierungen teilweise behoben. Im Jahre 1750 wurde allerdings in der Kirche groß umgebaut. So wurden das Gestühl zum Altar hin ausgerichtet und im Chor nördlich und südlich zwei Emporen errichtet, die viel Licht wegnahmen. Deshalb wurden auch ohne Rücksicht auf die Ausschmückungen weitere Fenster in die Wände gebrochen und die gotische Kirche wurde barockisiert. Die Kirche wurde im Zweiten Weltkrieg beschädigt, die Restaurierung der schweren Schäden fing aber erst im Jahr 1952 an. Zuvor wurde allerdings lange diskutiert, ob es nicht besser sei die Kirche abzureißen und neu zu bauen. 1954 war diese Restaurierung beendet und die Kirche wurde am 3. Oktober 1954 neu geweiht. Bei der Restaurierung wurde der Turm durch einen schlankeren höheren Turm mit einem dreistimmigen Geläut ersetzt. Außerdem wurde die dunkle barocke Schwere durch einen hellen Raum ersetzt. Der Altar, der aus Kriegstrümmern der Freiburger Ludwigskirche als ein massiver Block gefertigt wurde, stand in einem durch sieben Stufen erreichbaren Chor. Dieser Chor war durch eine niedrige Sandsteinmauer abgetrennt, der an den Lettner erinnern sollte. Die Wände wurden weiß gestrichen und die alten Fresken wieder freigelegt, die bei der Barockisierung mit bunten Farben und Ornamenten übermalt worden waren.
Die letzte Restaurierung fand im Jahre 2002 statt und änderte das innere Aussehen der Kirche nochmals. Die Ursache war die Sanierung der Heizung, dabei wurden auch die Kirchenbänke durch eine nicht unumstrittene Bestuhlung ersetzt sowie der Chor umgebaut, dabei die Zahl der Stufen auf drei verringert, die Sandsteinmauer entfernt und das Gestühl für den Pfarrer und Ältestenrat entfernt. Der barocke Taufstein, der aus dem Jahr 1672 stammt und vor dem Altar steht, blieb dabei an seiner zentralen Position erhalten. Der Altar wurde modernisiert und steht auf zwölf Säulen, die die 12 Apostel symbolisieren. Dabei blieben die vier Ecksäulen des alten Altars erhalten und schlagen so einen Kreis zurück bis zum alten Tennenbacher Kloster.

## Fresken
Der obere ältere Freskenzyklus zeigt die Passion. Im Chor und an der westlichen Wand ist eine Bilderpredigt jüngeren Datums dargestellt. An der östlichen Wand ist eine Darstellung von Bartholomäus zu sehen. Die Bilder sind alle nicht genau datiert und die Künstler sind unbekannt. Beim oberen Freskenzyklus wird angenommen, dass er noch aus der Zeit der Antoniter stammt, bei den anderen Bildern geht man davon aus, dass ein Teil nach der Reformation gemalt wurde. In der aktuellen Forschung werden Parallelen zwischen den Fresken der Kirche und den Gemälden am Isenheimer Altar, der ebenfalls in einem Antoniterkloster stand, gezogen.
Die älteren Fresken an der Westseite von Süd nach Nord

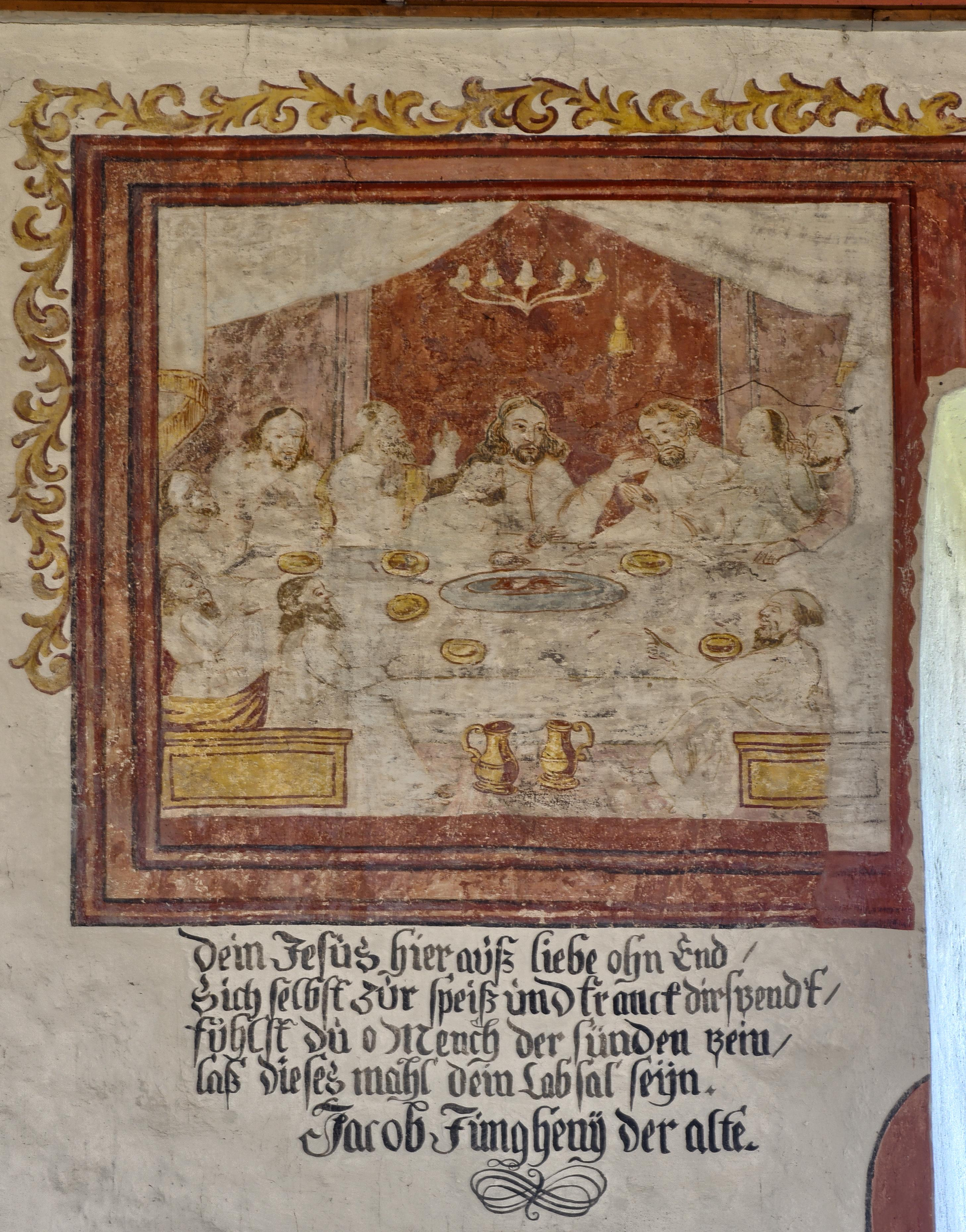
Das letzte Abendmahl
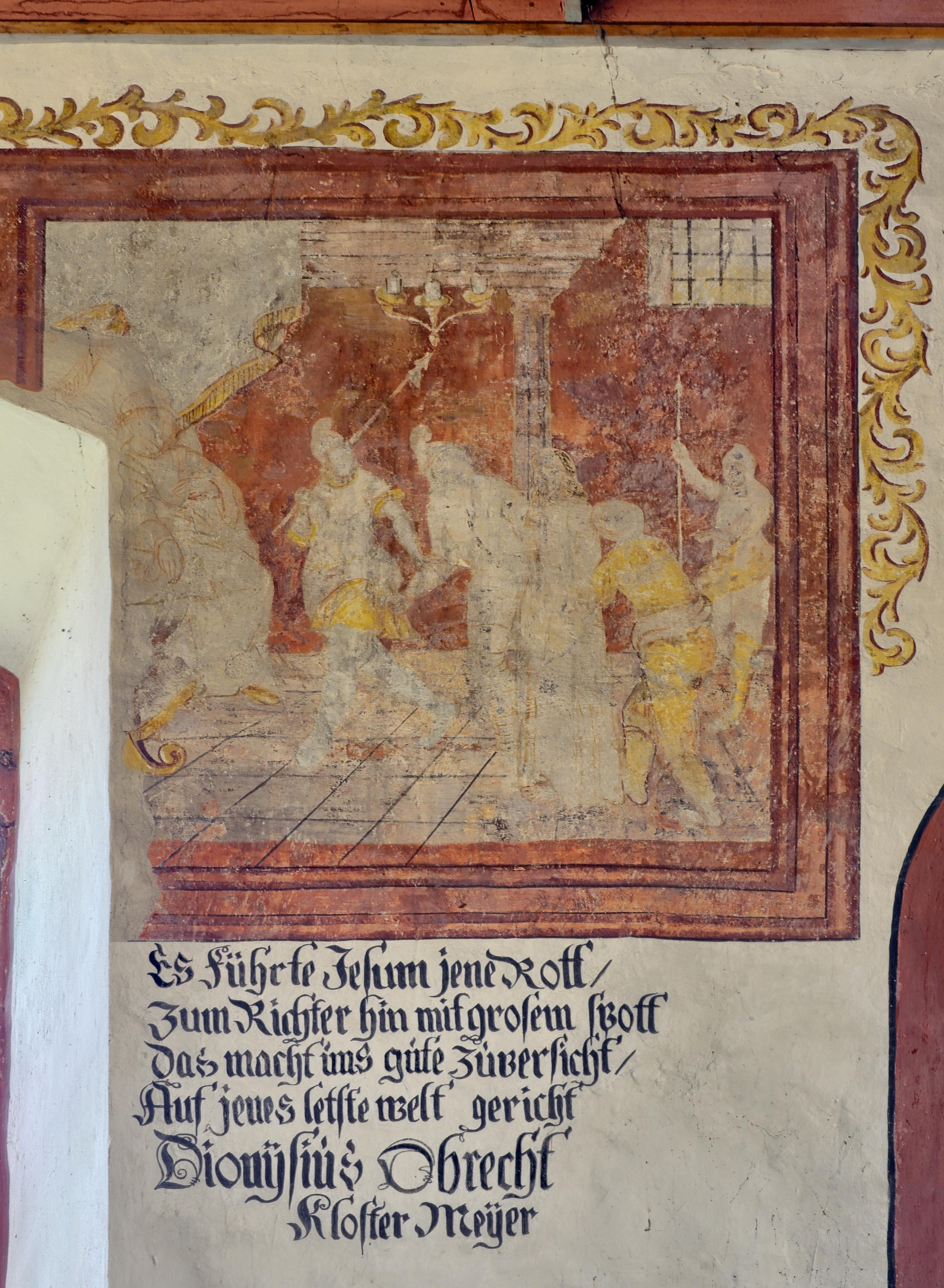
Vor Pontius Pilatus
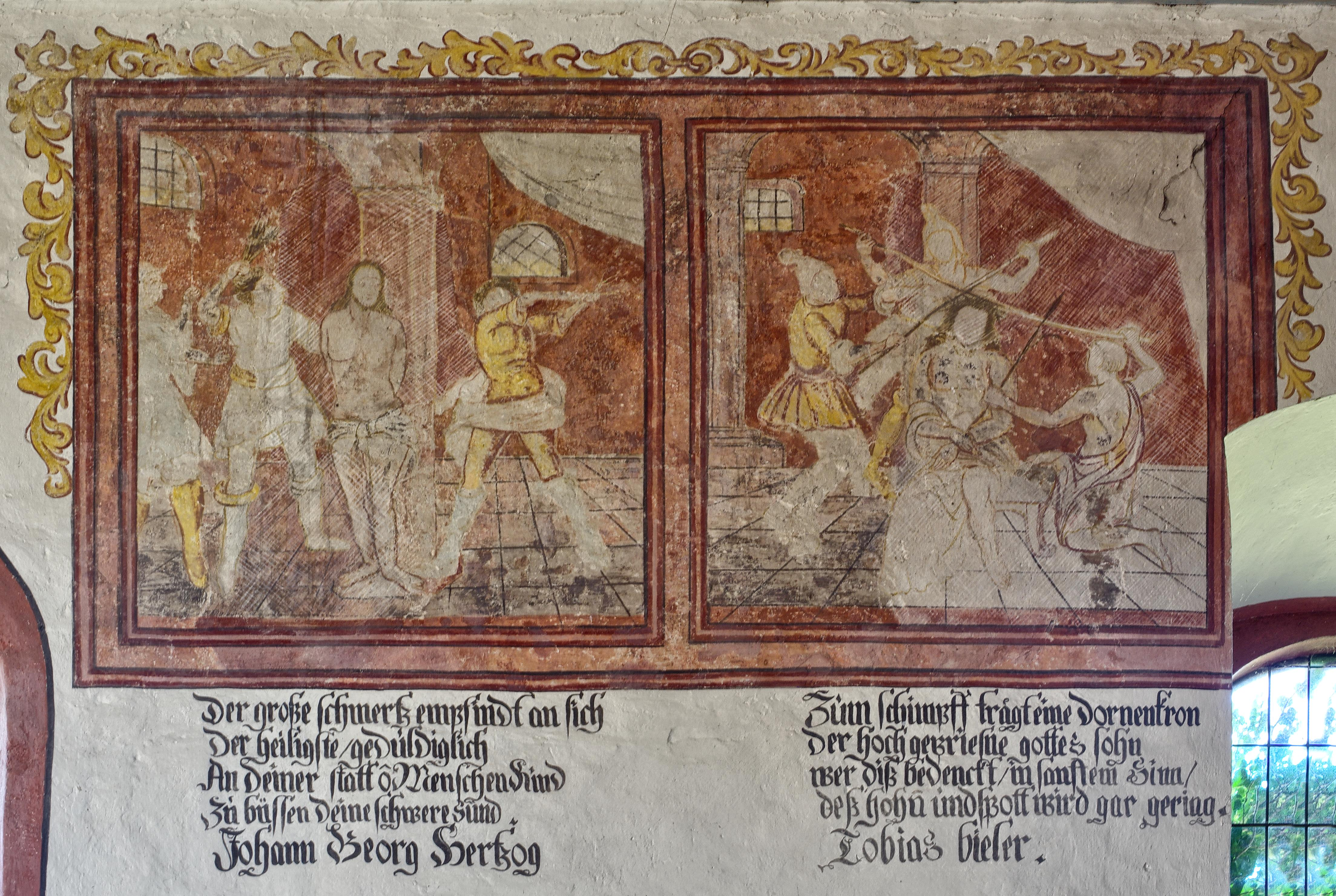
Die Züchtigung, Die Krönung mit der Dornenkrone
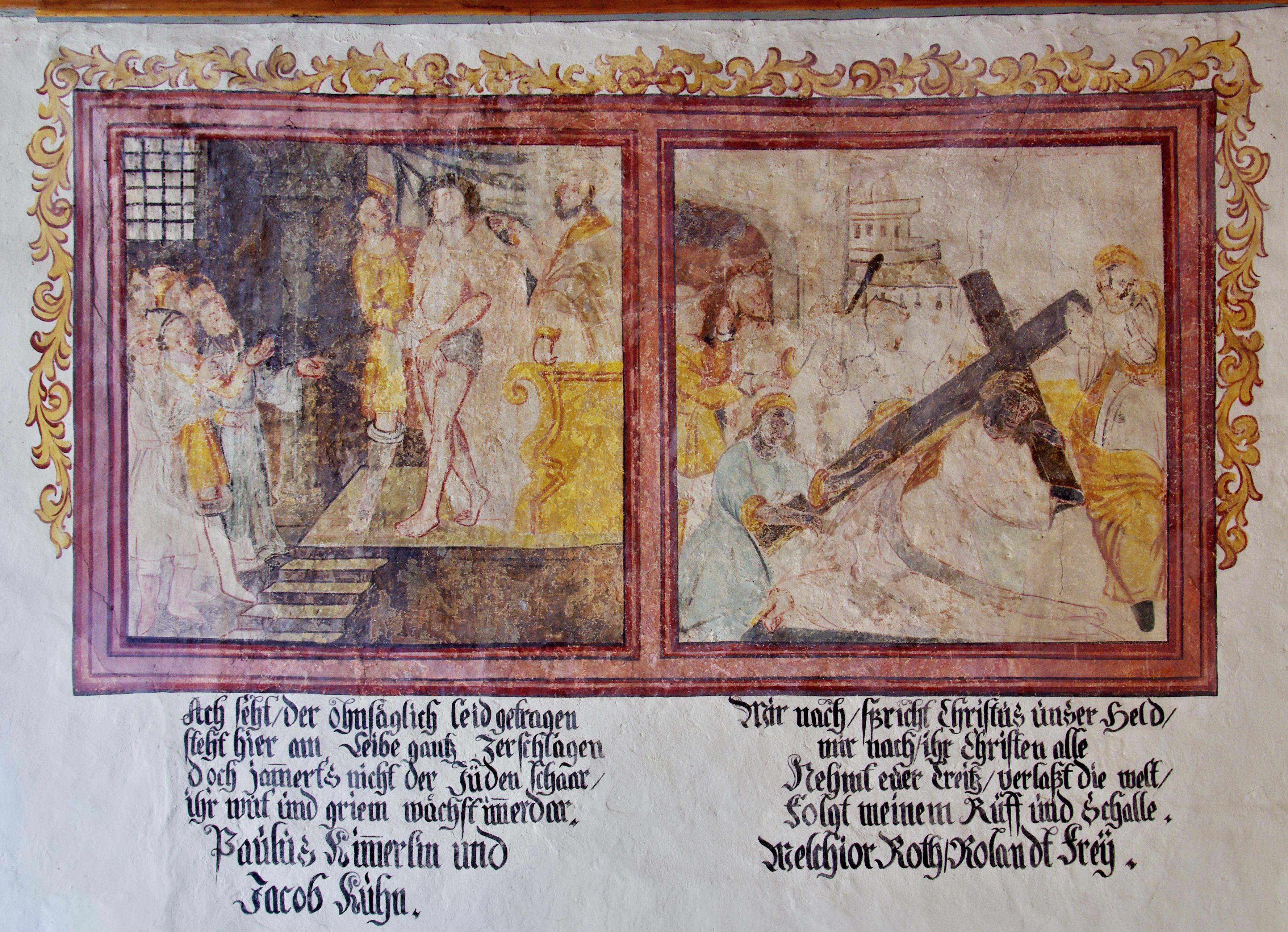
Die Verhöhnung und der Kreuzweg
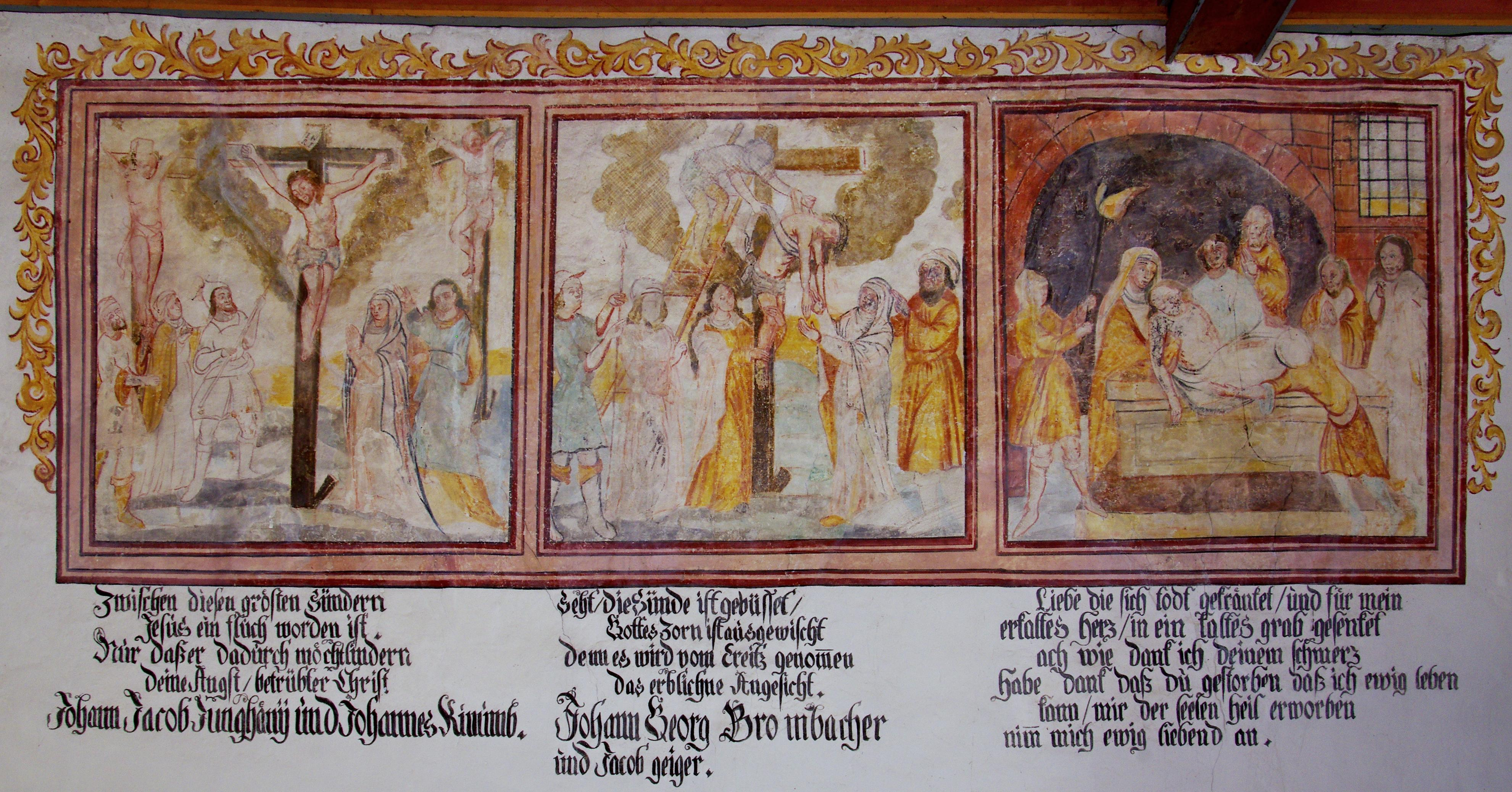
Die Kreuzigung, Die Abnahme vom Kreuz und die Grablegung
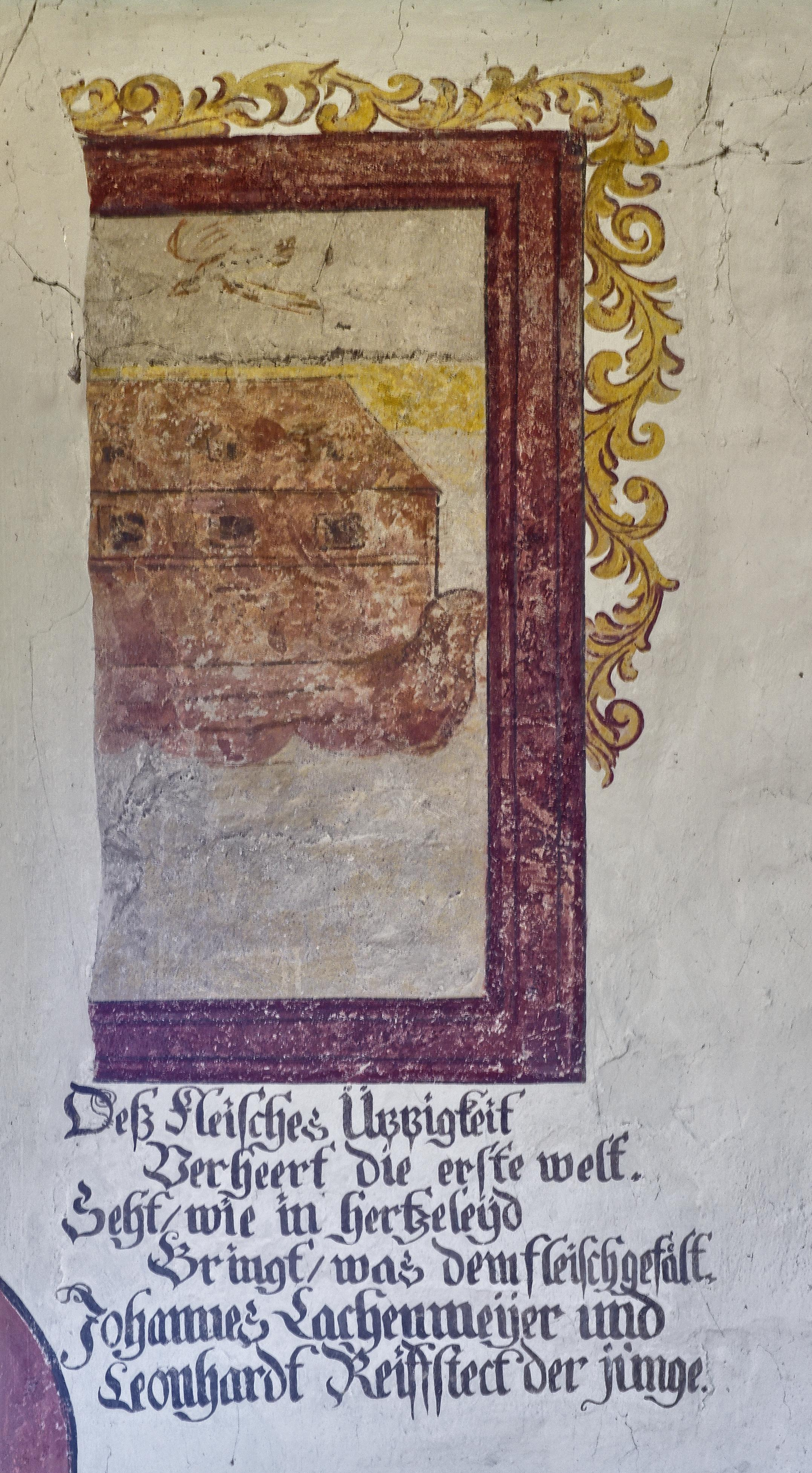

## Orgel

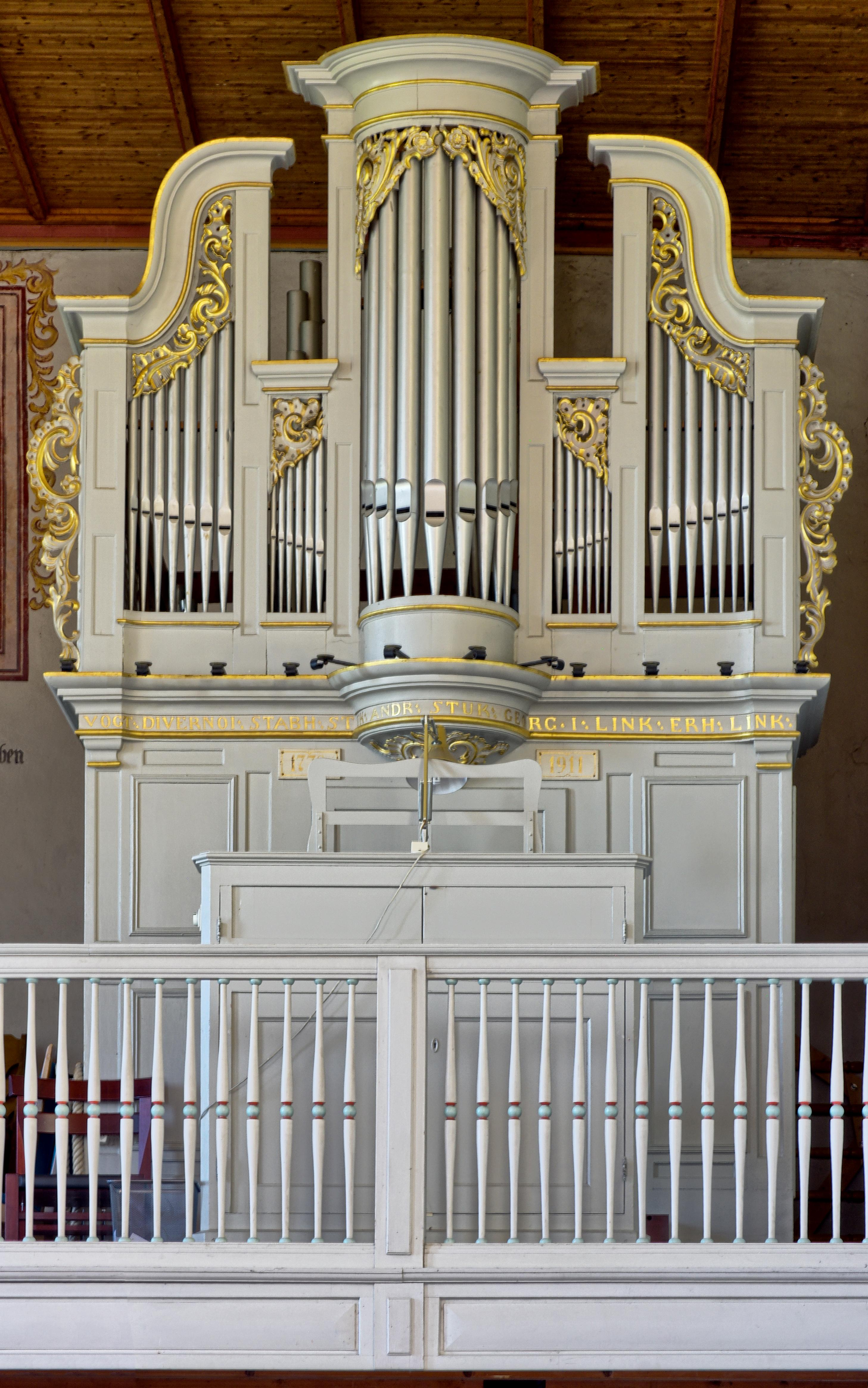
Die Orgel von G. F. Steinmeyer & Co.

Die Steinmeyer-Orgel stammt aus dem Jahre 1911. Anlässlich der Wiederherstellung der Kirche nach dem Zweiten Weltkrieg wurde sie 1954 nach einer Restaurierung von der südlichen Empore auf eine neue Empore an der nördlichen Seite verlegt. 2014 wurde sie von Waldkircher Orgelbau Jäger & Brommer instand gesetzt und gereinigt. Dabei wurde die 1954 abgesägte Aeoline durch eine neue Vox coelestis 8' ersetzt und die Oboe 8' erweitert.
| I Hauptwerk |               |      |
| 1.          | Prinzipal     | 8′   |
| 2.          | Flöte         | 8′   |
| 3.          | Gamba         | 8′   |
| 4.          | Oktave        | 4′   |
| 5.          | Rohrflöte     | 4′   |
| 6.          | Mixtur 3-fach | 1/3′ |

| II Manual |               |    |
| 7.        | Gedackt       | 8′ |
| 8.        | Salicional    | 8′ |
| 9.        | Prinzipal     | 4′ |
| 10.       | Traversflöte  | 2′ |
| 11.       | Vox coelestis | 8′ |
| 12.       | Oboe          | 8′ |

| Pedal |             |     |
| 13.   | Subbass     | 16′ |
| 14.   | Zartbass    | 16′ |
| 15.   | Violoncello | 8′  |

- Koppeln: II/I, I/P, II/P, II/I Suboctavcoppel, II/I Superoctavcoppel
- Spielhilfen: Registerschweller, Walze ab, Handregister ab, Pianopedal II